# Голли, Доминик
До́миник Го́лли (словац. Dominik Hollý; род. 11 ноября 2003, Бановце-над-Бебравоу, Тренчинский край) — словацкий футболист, полузащитник чешского клуба «Яблонец» и сборной Словакии.

## Клубная карьера
Голли — воспитанник клубов «Спартак» (Бановце-над-Бебравоу) и «Тренчин». В 2021 году в матче против «Жилины» он дебютировал в чемпионата Словении в составе последнего. В том же году для получения игровой практики Доминик на правах аренды выступал за клуб «Дубница». После окончания аренды он вернулся в «Тренчин». 5 ноября в поединке против «Земплина» Доминик забил свой первый гол за клуб. 

## Международная карьера
В 2022 году Голли в составе юношеской сборной Словакии принял участие в домашнем юношеском чемпионате Европы. На турнире он сыграл в матчах против команд Франции, Италии, Румынии и Австрии.